# Leden 2021
Toto je archivovaný článek z portálu Aktuality.
3. ledna – neděle
 Nancy Pelosiová obhájila post předsedkyně Sněmovny reprezentantů. 
 Nejméně 15 lidí zemřelo při teroristickém útoku Islámského státu v syrském guvernorátu Hamá. 
4. ledna – pondělí
 Britský soud zamítl žádost USA o vydání spoluzakladatele WikiLeaks Juliana Assange. 
 Ve věku 65 let zemřela americká modelka a herečka Tanya Roberts. 
5. ledna – úterý

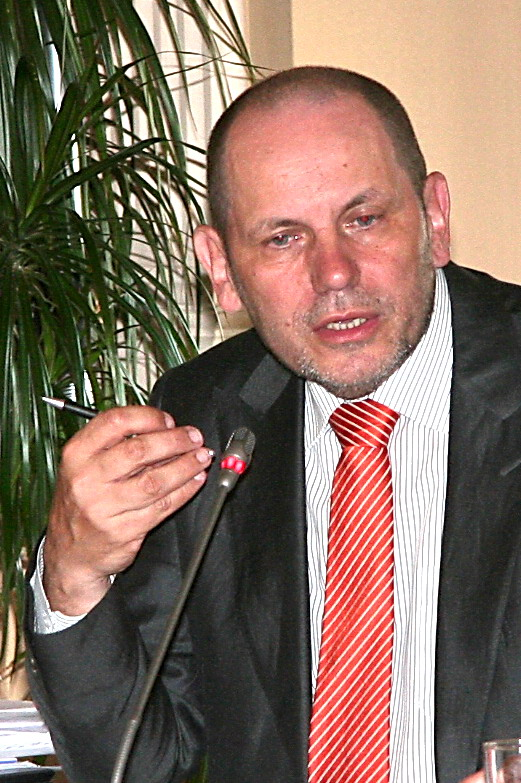
Michal Mejstřík

 Saúdská Arábie, Spojené arabské emiráty, Bahrajn a Egypt se dohodly na ukončení izolace Kataru. 
 Český státní rozpočet za rok 2020 skončil schodkem ve výši 367,4 miliard korun. 
6. ledna – středa
 Společné zasedání komor Kongresu ke sčítání hlasů volitelů bylo přerušeno kvůli útoku příznivců Donalda Trumpa. 
 Evropská komise schválila podmíněnou registraci vakcíny mRNA-1273 společnosti Moderna proti onemocnění covid-19. 
7. ledna – čtvrtek
 Ve věku 68 let zemřel ekonom a profesor Univerzity Karlovy Michal Mejstřík (na obrázku). 
8. ledna – pátek
 Ve věku 80 let zemřel zpěvák a frontman kapely Pacifik Tony Linhart. 
 Krátce po startu z letiště v Jakartě se zřítil Boeing 737 indonéských aerolinií s dvaašedesáti lidmi na palubě. 
9. ledna – sobota
 Ve věku 90 let zemřel filmový a televizní režisér František Filip. 
10. ledna – neděle
 Ve věku 41 let zemřel zpěvák a textař David Stypka. 
 V kyrgyzských prezidentských volbách zvítězil bývalý premiér Kyrgyzstánu Sadyr Žaparov. Získal přes 76 % hlasů. 
12. ledna – úterý
 Do Brna dorazila vakcína mRNA-1273 proti covidu-19 od společnosti Moderna. 
 Mongolsko zasáhlo zemětřesení s epicentrem v Chövsgölském ajmagu. Z řídce osídlené oblasti nebyla hlášena zranění ani škody na majetku. 
13. ledna – středa
 V Kalábrii začal soudní proces s mafií 'Ndrangheta s více než 300 obžalovanými lidmi, největší od 80. let 20. století. 
 Estonský premiér Jüri Ratas oznámil rezignaci. 
 Ve věku 75 let zemřel spisovatel a překladatel Vojtěch Steklač. 
14. ledna – čtvrtek
 Zemřel Jan Rybář, kněz a člen jezuitského řádu. 
 Italský politik Matteo Renzi, šéf koaliční strany Italia Viva, opustil vládu premiéra Giuseppe Conteho. 
15. ledna – pátek

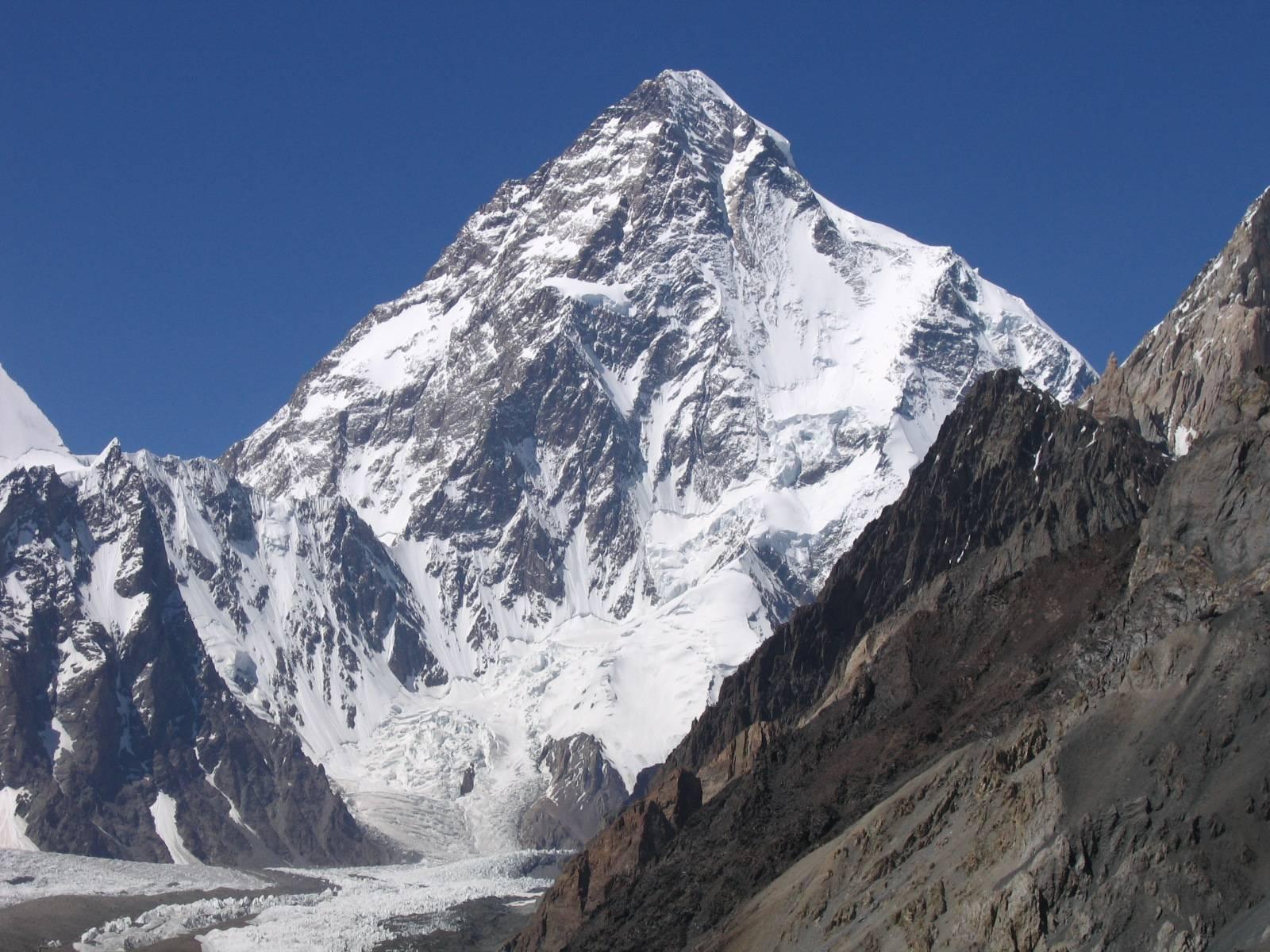
K2

 Pandemie covidu-19 v Česku: Byl spuštěn registrační a rezervační web pro očkování seniorů nad 80 let. 
 Pouhé dva měsíce před volbami podala nizozemská vláda premiéra Marka Rutteho demisi. 
 Rusko odstoupilo od Smlouvy o otevřeném nebi, minulý rok od ní odstoupily Spojené státy americké. 
 Společnost Pfizer oznámila omezení dodávek svých vakcín do zemí Evropské unie, zatímco bude pracovat na zvýšení výrobní kapacity. 
16. ledna – sobota

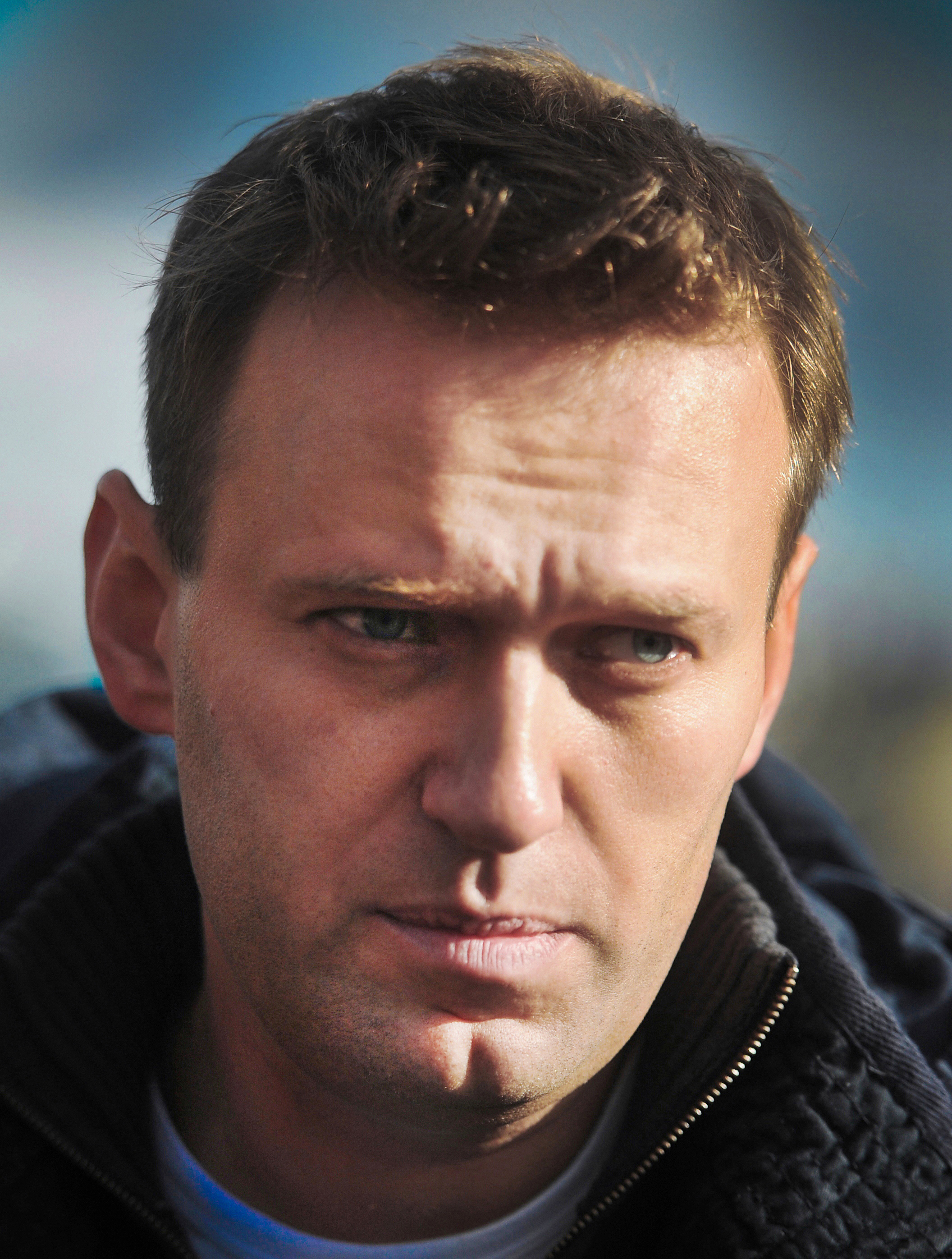
Alexej Navalnyj

 Poprvé v historii se skupině nepálských horolezců podařilo během zimy vylézt na druhou nejvyšší horu světa K2 (na obrázku). 
 Americký ministr zdravotnictví Alex Azar oznámil rezignaci kvůli útoku na Kapitol. 
 Novým předsedou německé Křesťanskodemokratické unie se stal Armin Laschet. 
 Společnost Škoda Auto oznámila, že nebude sponzorovat letošní hokejové mistrovství světa, pokud se bude konat v Bělorusku. 
17. ledna – neděle
 Ruský opoziční předák Alexej Navalnyj (na obrázku) přiletěl z Berlína do Moskvy a na letišti byl zadržen policií. 
 Ve věku 31 let zemřel mistr České republiky v boulderingu Jan Chvála. 
18. ledna – pondělí

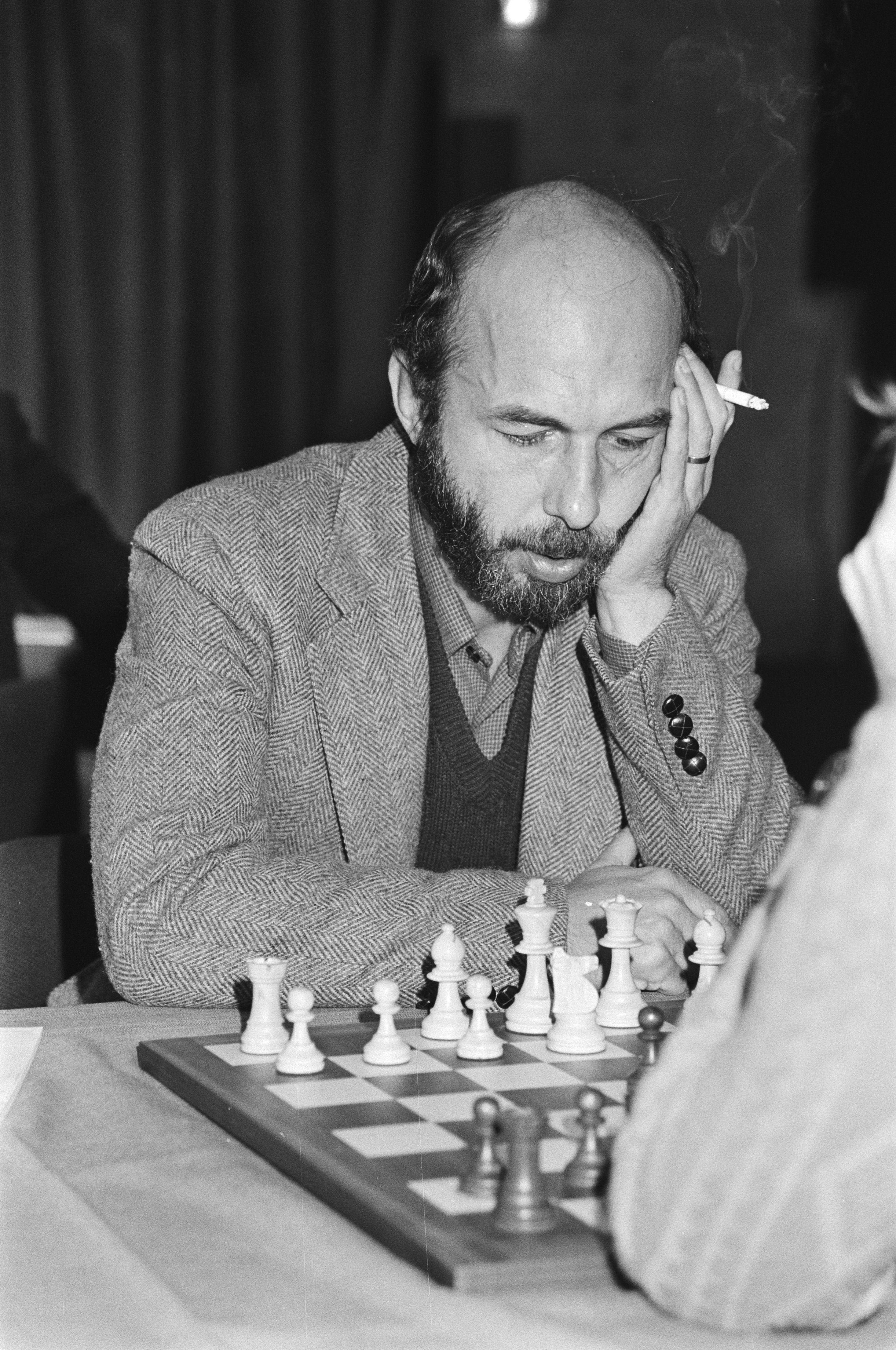
Lubomír Kaválek

 Mezinárodní federace ledního hokeje odebrala Bělorusku vzhledem k nepokojům pořadatelství mistrovství světa v ledním hokeji 2021. 
 Zemřel šachový velmistr Lubomír Kaválek (na obrázku). 

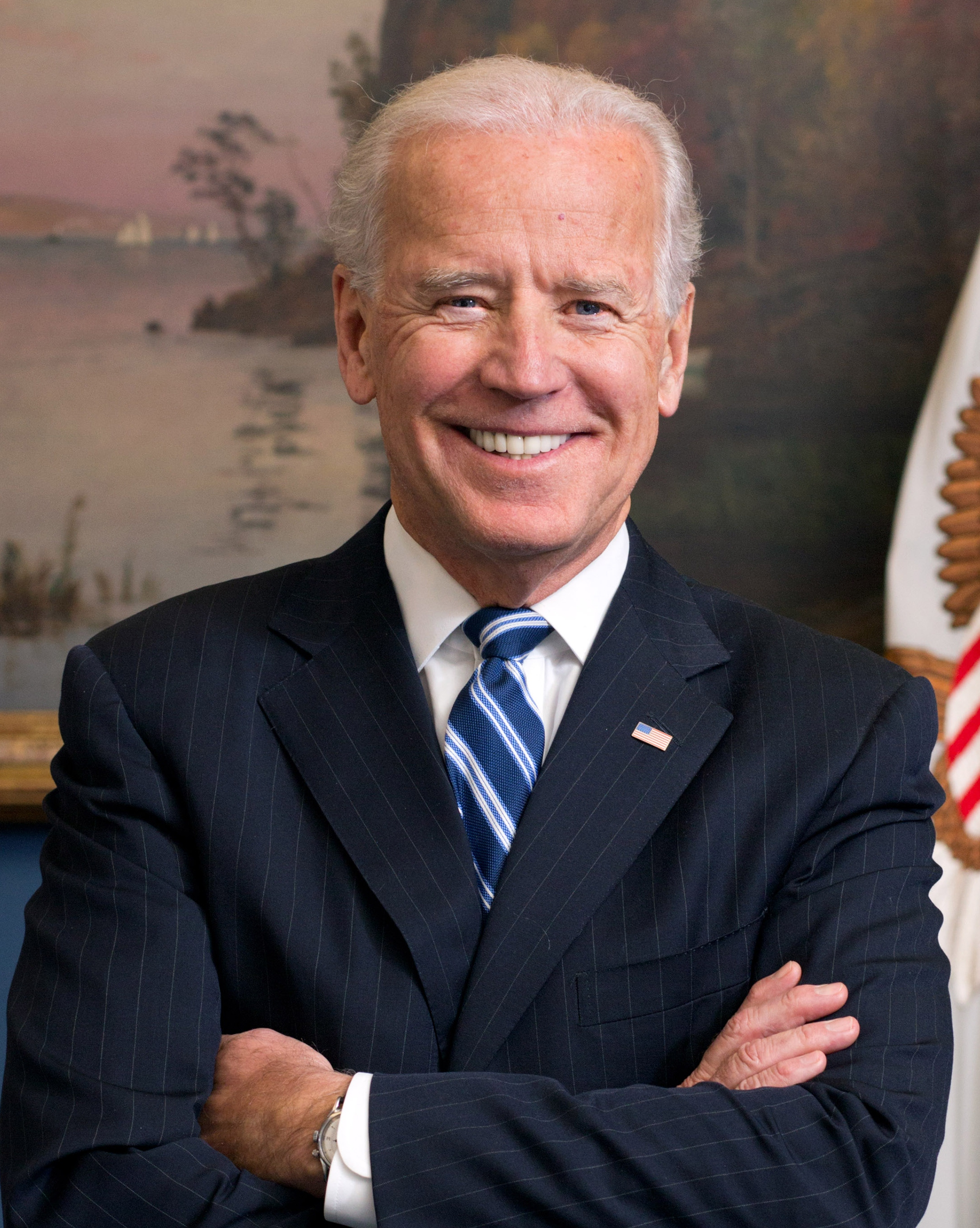
Joe Biden

 Zemřel americký scenárista a producent David Richardson. Podílel se např. na Simpsonových, Dvou a půl chlapovi či R jako rodina. 
19. ledna – úterý
 Po 22 letech působení v politice se Miroslav Kalousek vzdal svého poslaneckého mandátu. 
20. ledna – středa
 Americký prezident Joe Biden (na obrázku) složil ve Washingtonu prezidentskou přísahu. 
21. ledna – čtvrtek
 Ve věku 101 let zemřel československý válečný veterán Bernard Papánek. 
 Během protestů proti vládě Joea Bidena zaútočili anarchisté na sídlo Demokratické strany v Portlandu ve statě Oregon. 
 Maďarsko jako první stát Evropské unie schválilo ruskou vakcínu Sputnik V. 
 Poslanecká sněmovna schválila prodloužení nouzového stavu do 14. února 2021. 
 Při požáru v objektu výrobce vakcín proti covidu-19 Serum Institute v indickém městě Puné zemřelo pět lidí. Produkce vakcíny společnosti AstraZeneca nebyla narušena. 
 Julie Payetteová rezignovala na funkci generální guvernérky Kanady. 
22. ledna – pátek

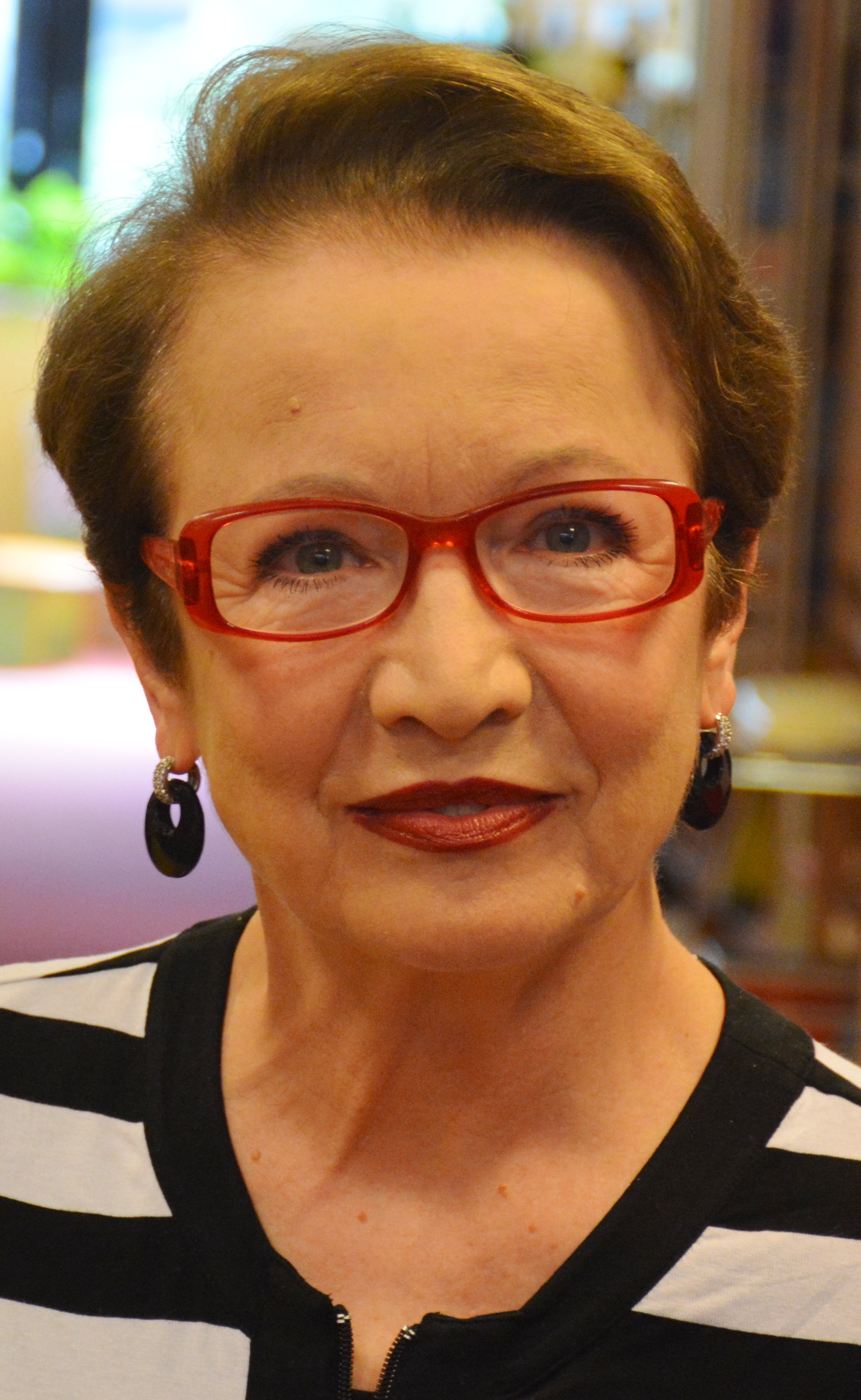
Hana Maciuchová

 Mongolský premiér Uchnaagijn Chürelsüch rezignoval, Velký státní chural rezignaci přijal. 
23. ledna – sobota
 Přes 3000 lidí bylo zatčeno při nepovolených demonstracích, které se ve více než stovce ruských měst konaly na podporu zatčeného opozičního předáka Alexeje Navalného. 
 Ve věku 87 let zemřel americký moderátor Larry King. 
26. ledna – úterý
 Ve věku 75 let zemřela herečka a pedagožka Hana Maciuchová (na obrázku). 
 Ve věku 84 let zemřel fotbalista, trenér a funkcionář Jozef Vengloš. 
 Indičtí farmáři při protestech proti vládním reformám prorazili policejní zátarasy a obsadili Červenou pevnost v centru hlavního města Dillí. 
 Novou premiérkou Estonska se stala Kaja Kallasová. 
27. ledna – středa
 Americké úřady varovaly před zvýšeným nebezpečím terorismu kvůli nespokojenosti s výsledkem voleb, proticovidovými opatřeními či policejním násilím. 
28. ledna – čtvrtek
 V 96 letech zemřela Cicely Tyson, první afroamerická herečka oceněná Oscarem za celoživotní dílo. 
 Lídři stran Spravedlivé Rusko, Za pravdu a Ruští patrioti podepsali manifest o sjednocení. 
 Botticelliho Portrét mladého muže s medailonem byl v aukční síni Sotheby's vydražen za 92,2 mil. USD. 

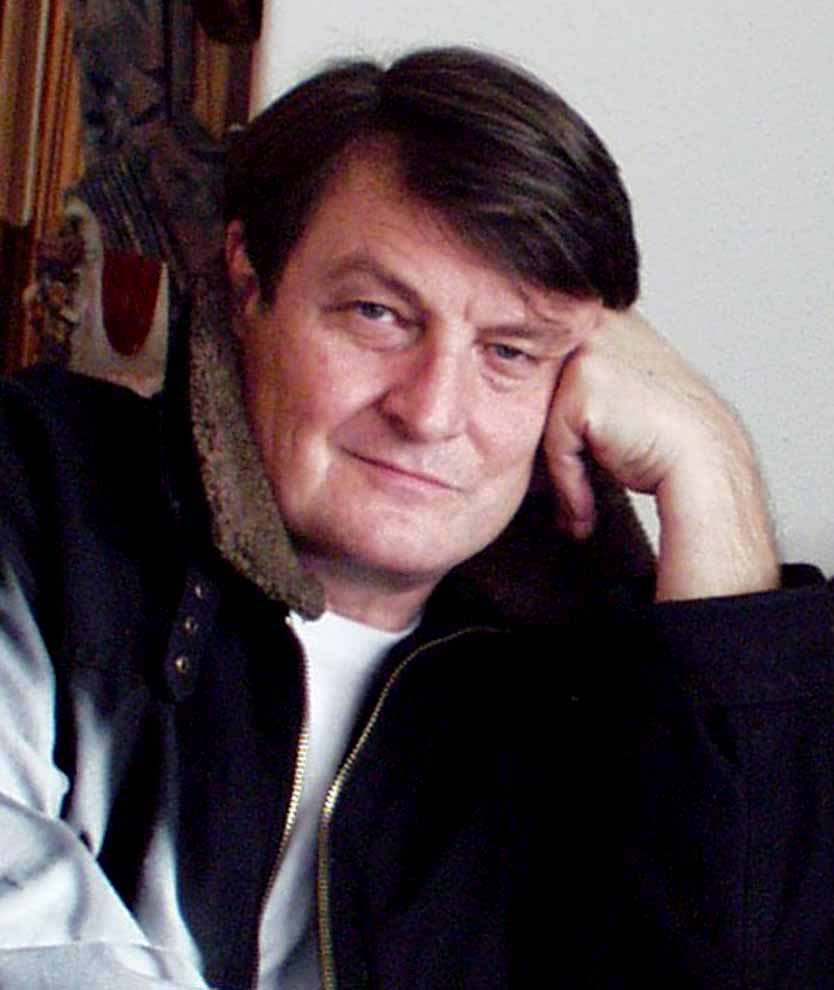
Ladislav Štajdl

29. ledna – pátek
 Evropská komise schválila vakcínu Oxford-AstraZeneca proti covidu-19 pro volné použití. 
 Portugalsko, jako sedmá země na světě, legalizovalo eutanazii. 
30. ledna – sobota
 Ve věku 57 let zemřel scenárista, producent, herec a komik Marc Wilmore, jenž se podílel např. na Simpsonových, R jako rodině či In Living Color. 
 Ve věku 75 let zemřel skladatel, hudebník, dirigent, kapelník, textař, zpěvák a podnikatel Ladislav Štaidl (na obrázku). 
31. ledna – neděle
 Ve věku 71 let zemřel slovenský herec, diplomat a podnikatel Andrej Hryc. 